# Sielezniowo (obwód leningradzki)
Sielezniowo (ros. Селезнево) – osiedle w Rosji, w obwodzie leningradzkim, w rejonie wyborskim. W 2010 liczyło 2309 mieszkańców.